# Municipio de Mount Joy (condado de Lancaster)
El municipio de Mount Joy (en inglés: Mount Joy Township) es un municipio ubicado en el condado de Lancaster en el estado estadounidense de Pensilvania. En el año 2000 tenía una población de 7.944 habitantes y una densidad poblacional de 109.7 personas por km².

## Geografía
El municipio de Mount Joy se encuentra ubicado en las coordenadas 40°10′00″N 76°37′35″O / 40.16667, -76.62639.

## Demografía
Según la Oficina del Censo en 2000 los ingresos medios por hogar en la localidad eran de $52,410 y los ingresos medios por familia eran de $57,019. Los hombres tenían unos ingresos medios de $38,295 frente a los $28,294 para las mujeres. La renta per cápita de la localidad era de $22,380. Alrededor del 3% de la población estaba por debajo del umbral de pobreza.